# Kroneckerovo delta
Kroneckerovo delta je matematická funkce dvou proměnných, obvykle celých čísel. Je pojmenovaná po Leopoldu Kroneckerovi (1823-1891). Tato funkce se rovná 1, když se proměnné rovnají, a 0 v ostatních případech. Tak například {\displaystyle \delta _{12}=0}, ale {\displaystyle \delta _{33}=1}. Zapisuje se symbolem pomocí řeckého písmene delta: δij, a je pokládáno spíše za zkrácený zápis než za funkci.
{\displaystyle \delta _{ij}=\left\{{\begin{matrix}1&{\mbox{je-li }}i=j\\0&{\mbox{je-li }}i\neq j\end{matrix}}\right.}
nebo, při použití Iversonových závorek:
{\displaystyle \delta _{ij}=[i=j]\,}

## Vlastnosti delta funkce
Kroneckerovo delta má tzv. sítové vlastnosti, totiž pro {\displaystyle j\in \mathbb {Z} }:
{\displaystyle \sum _{i=-\infty }^{\infty }\delta _{ij}a_{i}=a_{j}.}
Tato vlastnost se podobá jedné z hlavních vlastností Diracovy delta funkce:
{\displaystyle \int _{-\infty }^{\infty }\delta (x-y)f(x)dx=f(y),}
a ve skutečnosti byla Diracova delta funkce pojmenována podle Kroneckerova delta, protože má analogické vlastnosti.
Kroneckerovo delta se používá v mnoha oblastech matematiky. Například v lineární algebře lze jednotkovou matici napsat jako {\displaystyle \delta _{ij}\,}
zatímco tenzor, Kroneckerův tenzor, lze napsat
{\displaystyle \delta _{i}^{j}} s kontravariantním indexem j. To je přesnější způsob zápisu jednotkové matice, považované za lineární zobrazení.

## Zobecnění delta funkce
Ve stejném duchu můžeme analogicky definovat vícedimenzionální funkci mnoha proměnných
{\displaystyle \delta _{i_{1},i_{2},\ldots ,i_{n}}^{j_{1},j_{2},\ldots ,j_{n}}:=\prod _{k=1}^{n}\delta _{i_{k},j_{k}}}.
Tato funkce nabývá hodnotu 1 tehdy a jen tehdy, když všechny horní indexy jsou stejné jako dolní indexy, a nabývá hodnotu nula ve všech ostatních případech.

## Kroneckerovo delta jako tenzor
V diferenciální nebo Riemannově geometrii se využívá obecnější zavedení Kroneckerova delta - zavádí se jako tenzor druhého řádu, který je na varietě M definován jako
{\displaystyle \delta _{\underline {n}}^{\underline {m}}=\delta _{j}^{i}\ {\boldsymbol {\mathrm {d} }}_{\underline {n}}x^{j}\otimes {\frac {{\boldsymbol {\partial }}^{\underline {m}}}{{\boldsymbol {\partial }}x^{i}}},}
nebo v souřadnicovém zápisu jen jako
{\displaystyle \delta _{j}^{i}}
tak, že {\displaystyle \delta _{j}^{i}=1} je-li {\displaystyle i=j\,} a {\displaystyle \delta _{j}^{i}=0} jinak.
Takto zavedený objekt se chová jako tenzor a jeho hodnota je stejná ve všech soustavách souřadnic. Pokud indexy {\displaystyle \delta } snížíme, nebo zvýšíme, může být hodnota {\displaystyle \delta ^{ij}}, resp. {\displaystyle \delta _{ij}}, obecně jiná.